# Elecciones presidenciales de Nigeria de 2011
Las elecciones presidenciales de Nigeria de 2011 se celebraron el 16 de abril, pospuestas del 9 de abril de 2011. La elección siguió a la controversia sobre si se debía permitir que un norteño o un sureño se convirtiera en presidente, dada la tradición de rotar el cargo principal entre el norte y el sur después de la muerte de Umaru Yar'Adua, un norteño, cuando Goodluck Jonathan, otro sureño, asumió la presidencia interina. 

## Candidatos
Hay veintiún candidatos. Entre ellos, el presidente saliente, Goodluck Jonathan, quien ganó la primaria del Partido Democrático del Pueblo de Nigeria (PDP). Un acuerdo tácito, respetado hasta ahora, establece que la presidencia rota cada dos términos entre un representante de los estados del norte del país, en su mayoría musulmanes, y los del sur, en su mayoría cristianos.

## Resultados electorales
| Candidato                 | Partido                                      | Votos      | %      |
| ------------------------- | -------------------------------------------- | ---------- | ------ |
| Goodluck Jonathan         | Partido Democrático Popular (PDP)            | 22.495.187 | 58,89  |
| Muhammadu Buhari          | Congress for Progressive Change (CPC)        | 12.214.853 | 31,98  |
| Nuhu Ribadu               | Action Congress of Nigeria (ACN)             | 2.079.151  | 5,41   |
| Ibrahim Shekarau          | All Nigeria People’s Party (ANPP)            | 917.012    | 2,40   |
| Mahmud Waziri             | People for Democratic Change (PDC)           | 82.243     | 0,21   |
| Nwadike Chikezie          | Peoples Mandate Party (PMP)                  | 56.248     | 0,15   |
| Lawson Igboanugo Aroh     | Peoples Progressive Party (PPP)              | 54.203     | 0,14   |
| Peter Nwangwu             | African Democratic Congress (ADC)            | 51.682     | 0,14   |
| Iheanyichukwu Nnaji       | Better Nigeria Progressive Party (BNPP)      | 47.272     | 0,12   |
| Chris Okotie              | Fresh Democratic Party (FRESH)               | 34.331     | 0,09   |
| Dele Momodu               | National Conscience Party (NCP)              | 26.376     | 0,07   |
| Akpona Solomon            | National Majority Democratic Party (NMDP)    | 25.938     | 0,07   |
| Lawrence Makinde Adedoyin | African Political System (APS)               | 23.740     | 0,06   |
| Ebiti Ndok                | United National Party for Development (UNPD) | 21.203     | 0,06   |
| John Dara                 | National Transformation Party (NTP)          | 19.744     | 0,05   |
| Rasheed Shitta-Bey        | Mega Progressive Peoples Party (MPPP)        | 16.492     | 0,04   |
| Yahaya Ndu                | African Renaissance Party (ARP)              | 12.264     | 0,03   |
| Ambrose Awuru             | Hope Democratic Party (HDP)                  | 12.023     | 0,03   |
| Patrick Utomi             | Social Democratic Mega Party (SDMP)          | 11.544     | 0,03   |
| Chris Nwaokobia           | Liberal Democratic Party of Nigeria (LDPN)   | 8.472      | 0,02   |
| Total                     | Total                                        | 38.209.978 | 100,00 |
| Fuente: INEC              |                                              |            |        |